# Cicadellidae

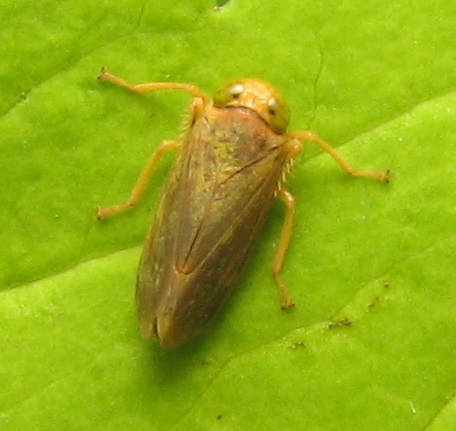
Jikradia olitoria (subfamilia Coelidiinae)

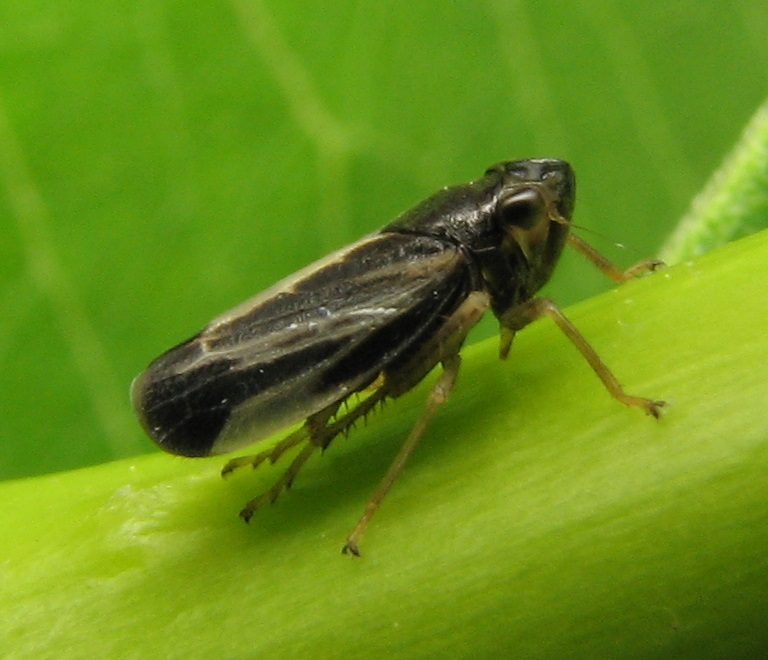
Evacanthus nigramericanus (subfamilia Evacanthinae)

Los cicadélidos (Cicadellidae) son una familia de insectos homoptera de la superfamilia Membracoidea (algunos taxónomos la colocan en la superfamilia Cicadoidea), suborden Auchenorrhyncha, conocidos vulgarmente como chicharritas o saltahojas.

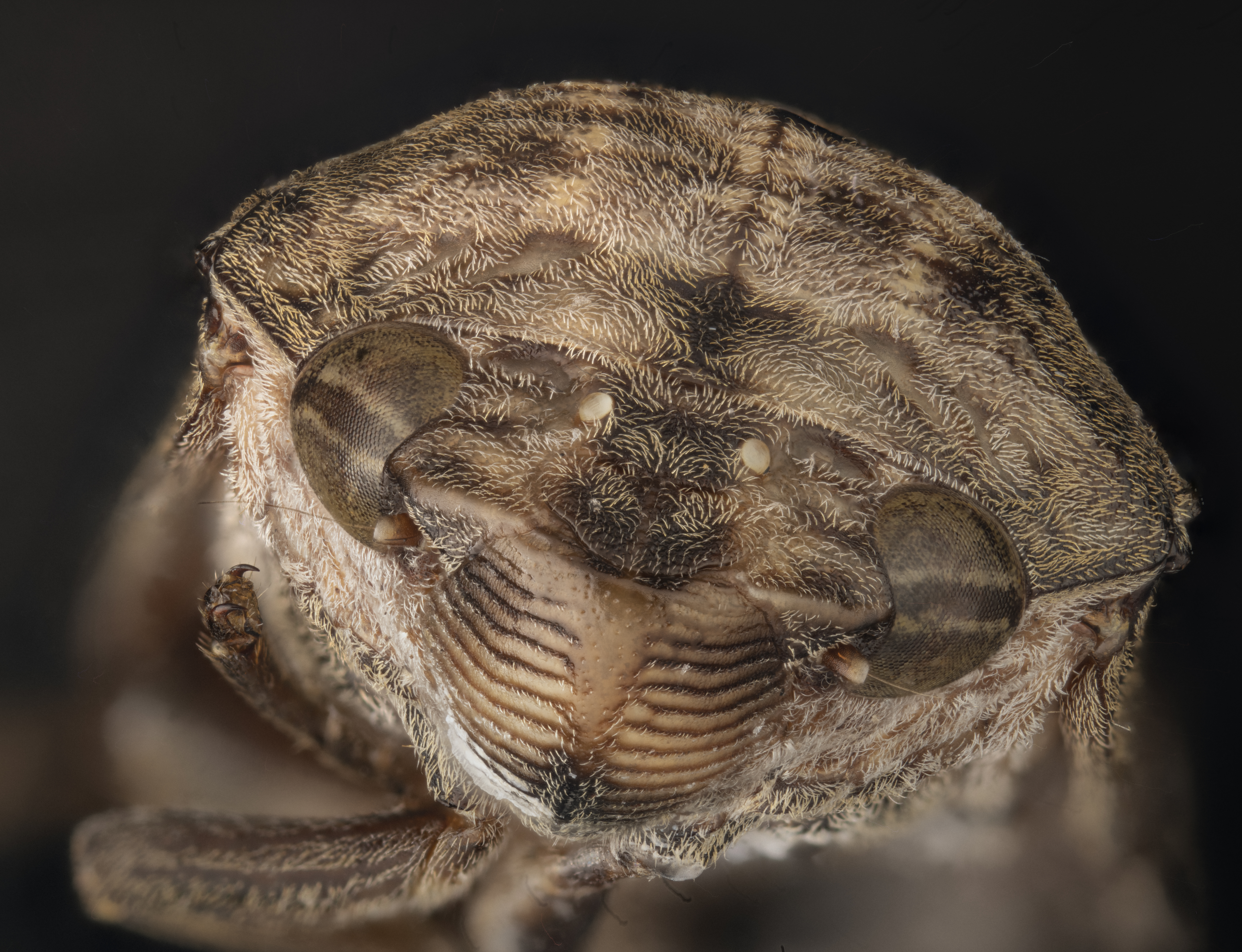
Cicallidae frente detalles

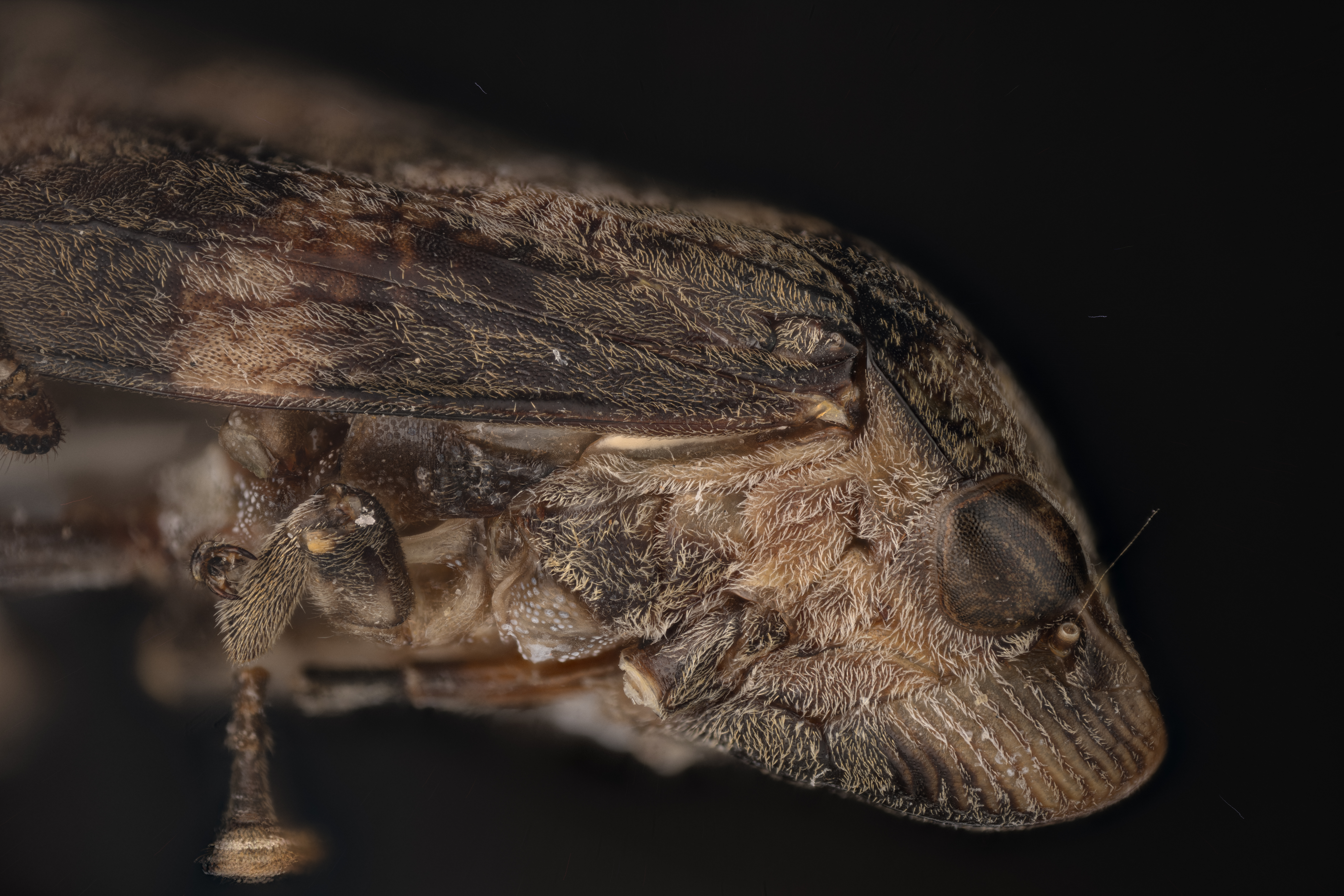
Cicallidae lateral detalles

Constituyen una de las familias más grandes de Homoptera[cita requerida]. Hay al menos 20.000 especies descritas y se calcula que puede haber más de 100.000, divididas en 25 subfamilias y casi 60 tribus.
Se alimentan de la savia de una amplia y variada gama de plantas a las que pueden transmitir virus y bacterias. Algunas especies son importantes plagas agrícolas de la papa, remolacha, manzana, etc. Principalmente consumen savia del xilema, la cual tiene un valor nutritivo muy bajo; así necesitan obtener una gran cantidad y excretar el exceso de agua, que puede llegar a más de 95%.

## Descripción
Los cicadélidos tienen las antenas muy cortas, con una parte engrosada, y que termina en una cerda (arista), dos ojos simples (ocelos) además de los ojos compuestos presentes en la parte superior o frontal de la cabeza. Tarsos de tres segmentos, fémures anteriores con espinas débiles, tibias posteriores con uno o más quillas, con una fila de espinas. Coxas de las patas medias muy juntas. Alas anteriores  no especialmente engrosadas. Un carácter único, es la producción de brocosomas para protegerse ellos y las masas de huevos de la depredación y de agentes patógenos. Son susceptibles a diversos agentes patógenos, como virus (Dicistroviridae), bacterias, hongos, así como una serie de parásitos que atacan los huevos.

## Subfamilias
- Acostemminae - Agalliinae - Aphrodinae - Arrugadinae - Austroagalloidinae - Bythoniinae - Cicadellinae - Coelidiinae - Deltocephalinae - Errhomeninae - Euacanthellinae - Eupelicinae - Eurymelinae - Euscelinae - Evacanthinae - Evansiolinae - Gyponinae - Hylicinae - Iassinae - Idiocerinae - Ledrinae - Macropsinae - Makilingiinae - Megophthalminae - Mileewinae - Mukariinae - Neobalinae - Neocoelidiinae - Neopsinae - Nioniinae - Nirvaninae - Phereurhininae - Selenocephalinae - Signoretiinae - Stegelytrinae - Tartessinae - Tinterominae - Typhlocybinae - Xestocephalinae[4]